# Buck Knives
A Buck Knives é uma fabricante americana de facas fundada em Mountain Home, Idaho e agora localizado em Post Falls, Idaho. A empresa tem uma longa história de cinco gerações da família Buck de 1902 até os dias atuais. 
A Buck Knives fabrica principalmente facas esportivas e de campo e é creditada por ter inventado a "faca de caça dobrável" e popularizado a tal ponto que o termo "buck knife" se tornou sinônimo de facas dobráveis com trava, incluindo aquelas feitas por outros fabricantes.

## Histórico
Hoyt H. Buck tornou-se aprendiz de ferreiro no Kansas em 1899 aos 10 anos de idade. Ele aprendeu a fazer facas e aos 13 anos, em 1902, desenvolveu um método de tratamento térmico de aço para enxadas e outras ferramentas, de forma que mantivessem o fio por mais tempo. Hoyt deixou o Kansas em 1907 e foi para o noroeste americano e acabou se alistando na Marinha dos Estados Unidos. Ele fez sua primeira faca em 1902 em Mountain Home, Idaho. Hoyt fez cada faca manualmente, usando lâminas gastas como matéria-prima. Os colecionadores chamam essas primeiras facas de "quatro golpes", pois cada uma das letras em "BUCK" foi estampada com um golpe de martelo individual. Em 1961, a marcação de letras individual foi substituída por uma única peça.
Quando os Estados Unidos entraram na 2ª Guerra Mundial, o governo pediu ao público por doações de facas de lâmina fixa para armar as tropas. Ao saber que não havia facas suficientes para os soldados, Hoyt Buck comprou uma bigorna, uma forja e um moedor para abrir uma ferraria no porão de sua igreja. Hoyt explicou mais tarde: "Eu não tinha nenhuma faca para oferecer, mas com certeza sabia como fazê-las".
Após a Segunda Guerra Mundial, Hoyt e seu filho, Al, se mudaram para San Diego e se estabeleceram como "H.H. Buck & Son" em 1947. Essas primeiras facas eram feitas à mão e mais caras do que uma faca típica produzida em massa. Hoyt Buck fez 25 facas por semana até sua morte em 1949. Na década de 1950, a empresa começou a fabricar em uma escala muito maior e a ser comercializada por meio de revendedores em vez de mala direta.

## Modelos
Existem muitos modelos de facas Buck, incluindo:
- Buck Model 055 "the 55"
- Buck Model 110 Folding Hunter
- Buck Model 110 slim pro
- Buck Model 110 lt
- Buck Model 347 vantage large
- Buck Model 342 vantage small
- Buck Model 341 vantage
- Buck Model 722 spitfire
- Buck Model 726 spitfire mini
- Buck Model 418 vertex
- Buck Model 418 vertex "pilot run" cleaver and drop point blades 400 of each blade type
- Buck Model 500 duke
- Buck Model 501 squire
- Buck Model 503 prince
- Buck Model 112 Folding Ranger
- Buck Model 102 Woodsman
- Buck Model 103 skinner
- Buck Model 105 pathfinder
- Buck Model 112 Ranger
- Buck Model 113 Ranger skinner
- Buck Model 119 Special
- Buck Model 120 General
- Buck Model 124 Frontiersman
- Buck 301 BKS Stockman
- Buck Model 303 cadet
- Buck Model 501
- Buck model 401 Kalinga
- Buck Vanguard
- Buck Model 916 bowie